# Aceguá
Aceguá is een gemeente in de Braziliaanse deelstaat Rio Grande do Sul. De gemeente telt 4.347 inwoners (schatting 2009).

## Aangrenzende gemeenten
De gemeente grenst aan Bagé, Candiota, Hulha Negra en Pedras Altas.

### Landsgrens
En met als landsgrens aan de gemeente Aceguá en Isidoro Noblía in het departement Cerro Largo met het buurland Uruguay.

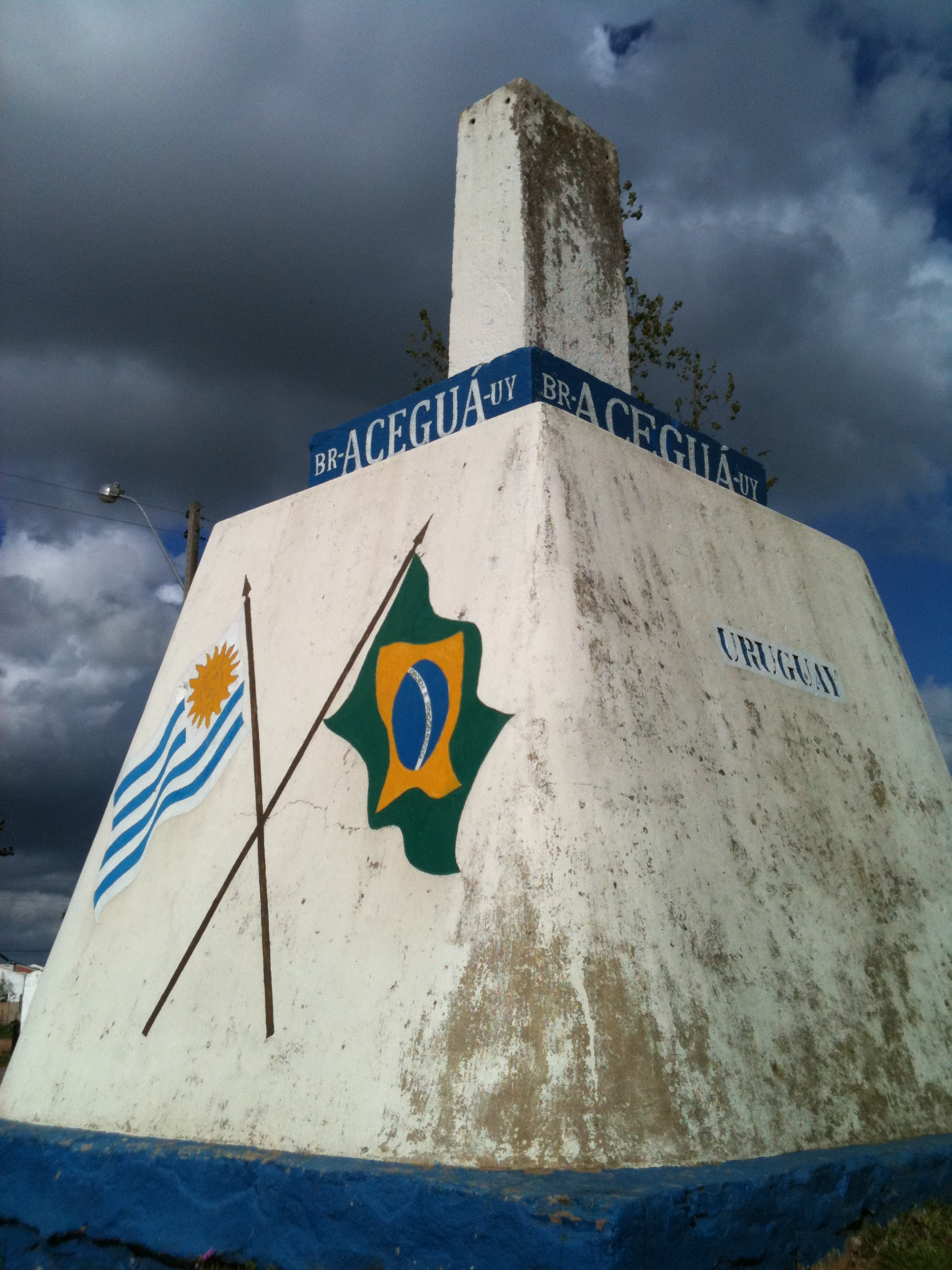
Grensmarkering Brazilië-Uruguay in Acegúa

## Verkeer en vervoer
De plaats ligt aan de weg BR-153/BR-253/BR-473.